# Казаманци (Авелино)
Казаманци је насеље у Италији у округу Авелино, региону Кампанија.
Према процени из 2011. у насељу је живело 265 становника. Насеље се налази на надморској висини од 128 м.